# Ittan-momen
Dans la mythologie japonaise, un ittan-momen (一反木綿, « tan de coton ») est un tsukumogami formé à partir d'un rouleau de coton. La plupart se trouvent à Kagoshima dans la péninsule d'Ōsumi de l'île Kyūshū. L'ittan-momen « vole pendant la nuit » et « attaque les humains, souvent en s'enroulant autour de leurs visages pour les étouffer »,.

## Dans la culture populaire
- Dans la série anime/manga Inu x Boku SS, Renshō Sorinozuka, l'un des personnages, est un ittan-momen.
- Dans la franchise tokusatsu, Super Sentai, l'ittan-momen est inspiré d'un monstre en une série à thème d'après la culture japonaise.
- Dans Ninja Sentai Kakuranger, l'un des membres du Corps de l'Armée yōkai que combattent les Kakurangers est un ittan-momen.
- Dans Samurai Sentai Shinkenger, l'un des Ayakashi, nommé Urawadachi, sert de fondement au ittan-momen au sein de la série.
- Dans Shuriken Sentai Ninninger, l'un des Youkai que combattent les Ninningers est un ittan-momen avec des éléments empruntés à un tapis et à un magicien.
- La franchise Yokai Watch compte un yōkai ittan-momen appelé « Ittan-gomen ». Au lieu d'attaquer les humains, ils forcent les gens à faire quelque chose de mal puis s'en excuse de mauvaise foi.
- Dans le livre "Vie et habitat des animaux fantastiques", écrit par JK Rowling, une créature faisant partie de l'univers d'Harry Potter, le moremplis, est possiblement inspirée du Ittan-momen.

## Source de la traduction
- (en) Cet article est partiellement ou en totalité issu de l’article de Wikipédia en anglais intitulé « Ittan-momen » (voir la liste des auteurs).